# شهرستان مونتگومری (ایندیانا)
شهرستان مونتگومری، ایندیانا (به انگلیسی: Montgomery County, Indiana) شهرستانی در ایالات متحده آمریکا است که در ایندیانا واقع شده‌است.